# Arena Puerto Montt
El Arena Puerto Montt es un estadio cubierto ubicado en Puerto Montt (Chile), que funciona como centro deportivo, cultural y musical. Cuenta con los más altos estándares en tecnología audiovisual del sur del país, los cuales son proporcionados por Congress Chile. Posee 12 500 m² construidos, en cuatro niveles distintos. El espacio principal tiene capacidad para 7500 personas, de pie y en butacas. Además, tiene dos salones independientes de eventos, calefacción y doce palcos vip con capacidad para quince personas cada uno.